# Mofongo
Mofongo (pronúncia espanhola: [moˈfoŋɡo]) é um prato porto-riquenho com banana-da-terra frita como seu principal ingrediente. As bananas são colhidas verdes, fritas e em seguida faz-se um purê adicionando sal, alho e óleo em um morteiro de madeira conhecido como almofariz. O objetivo é a produção de uma bola apertada de purê de banana-da-terra que possa absorver condimentos e ter torresmo de porco (Chicharrón) ou pedaços de bacon dentro.
A maioria dos molhos e misturas incluem caldo de carne, alho e azeite. É tradicionalmente servido com carne frita ou caldo de frango. Sabores específicos resultam de variações que incluem legumes, frango, camarão, carne de vaca, ou polvo dentro ou ao redor da massa de banana.
Há também o Mofongo relleno, ou "mofongo recheado". De acordo com Yvonne Ortiz, "O Tino Restaurante na costa oeste de Porto Rico", começou a tendência. Frutos do mar, abundantes na região, acabaram dentro da bola de banana também, mas com carne refogada ou mais frutos do mar derramados sobre ela. Hoje em dia, amantes de frutos do mar obtêm o relleno recheado também "com carne ou aves."